# Najlepsze praktyki w zakresie zapewniania uczciwości naukowej i zapobiegania niewłaściwemu postępowaniu
Najlepsze praktyki w zakresie zapewniania uczciwości naukowej i zapobiegania niewłaściwemu postępowaniu (Best Practices for Ensuring Scientific Integrity and Preventing Misconduct) stanowią rekomendację dobrych praktyk dla naukowców wydaną przez Globalne Forum Nauki (GSF) Organizacji Współpracy Gospodarczej i Rozwoju (OECD) w 2007 r.
Raport ma charakter jedynie informacyjny i doradczy. Ani Globalne Forum Nauki (GSF), ani uczestnicy warsztatów w Tokio nie mają ani uprawnień, ani zamiaru narzucania suwerennym rządom jakichkolwiek środków nakazowych. Wynika to stąd, że ze względu na znaczne zróżnicowanie między krajami nie ma uniwersalnych rozwiązań globalnych. Mimo tych różnic i wynikających stąd ograniczeń narzuconych można czerpać korzyści z harmonizacji definicji, zasad i procedur, wymiany informacji na arenie międzynarodowej oraz zachęcania do współpracy między funkcjonariuszami odpowiedzialnymi za promowanie i egzekwowanie uczciwości w badaniach.     

## Historia
W wyniku inicjatywy delegacji Japonii i Kanady OECD sfinansowało międzynarodowe konsultacje wybranych rządowych funkcjonariuszy i ekspertów i w dniach 22-23 lutego 2007 r. odbyły się w Tokio warsztaty, zorganizowane przez Globalne Forum Nauki (GSF) i Japońskie Ministerstwo Edukacji, Kultury, Sportu, Nauki i Technologii (MEXT). Tematem warsztatów były najlepszych praktyk w zakresie zapewniania uczciwości naukowej i zapobiegania niewłaściwemu postępowaniu. Celem warsztatów OECD było pogłębienie zrozumienia podstawowych problemów i rozwiązań w tym zakresie. Rezultatem był raport dotyczący wniosków i dobrych praktyk, które odnoszą się do wszystkich dziedzin nauk podstawowych i stosowanych: od nauk przyrodniczych, przez nauki społeczne do nauk humanistycznych.
W warsztatach w Tokio wzięło udział ponad 50 przedstawicieli rządów 23 krajów, 2 zaproszonych ekspertów oraz sekretariat OECD. Warsztatom przewodniczyli profesor Makoto Asashima z Japonii i dr Nigel Lloyd z Kanady. Aby nadzorować przygotowania do warsztatów, czternaście delegacji GSF nominowało członków do  międzynarodowego Komitetu Sterującego (ISC). Delegacje wyznaczyły również krajowych ekspertów, z którymi sekretariat GSF przeprowadził rozmowy.
Wypracowana podczas warsztatów wstępna wersja raportu została przedstawiona jako wkład w "Światową konferencję na temat rzetelności badań naukowych", która odbyła się w Lizbonie w dniach 16-19 września 2007 r. Ostateczna wersja raportu została zaakceptowana po przejrzeniu przez przewodniczącego i wiceprzewodniczących GSF i opublikowana. 

## Rodzaj nadużyć popełnianych przez naukowców[2]
| Podstawowe "nadużycia badawcze" | Nadużycia w praktyce badawczej |
| --- | --- |
| - Fabrykowanie danych - Fałszowanie danych - Plagiatowanie Zazwyczaj (FFP) obejmują: - Selektywne wykluczanie danych z analizy - Błędna interpretacja danych w celu uzyskania pożądanych wyników (w tym niewłaściwe wykorzystanie metod statystycznych) - Poprawianie obrazów w publikacjach - Kreowanie fałszywych danych lub wyników pod wpływem - sponsora | - Stosowanie niewłaściwych (np. szkodliwych lub niebezpiecznych) metod badawczych. - Słaby projekt badawczy - Błędy w doswiadczeniach, analizach i obliczeniach - Naruszenie protokołów dotyczących ludzi - Znęcanie się nad zwierzętami laboratoryjnymi |
| Nadużycia dotyczace danych | Nadużycia w zakresie publikacji |
| - Niezachowywanie danych pierwotnych - Złe zarządzanie (archiwizowanie) danymi, - Ukrywanie danych przed społecznością naukową Uwaga: Powyższe dotyczy również fizycznych materiałów badawczych | - Domaganie się nieuzasadnionego autorstwa - Odmawianie autorstwa współpracownikom - Sztuczne mnożenie publikacji ("metoda salami") - Brak korekty publikacji |
| Nadużycia personalne | Nadużycia finansowe i inne |
| - Niewłaściwe zachowanie osobiste, nękanie - Nieodpowiednie przywództwo, mentoring, doradztwo - Niewrażliwość na normy społeczne lub kulturowe | - Nadużycia związane z recenzjami, np. nieujawnianie konfliktu interesów, nieuczciwe wstrzymywanie publikacji konkurenta. - Zafałowane przedstawianie referencji lub historii publikacji - Niewłaściwe wykorzystanie funduszy badawczych do nieuzasadnionych zakupów lub dla osobistych korzyści - Stawianie bezpodstawnych lub złośliwych zarzutów o niewłaściwe postępowanie |

Przedstawiona klasyfikacja nie jest wyczerpująca i ni stanowi powszechnie obowiązujących norm, lecz jedynie podsumowanie informacji uzyskanych z wywiadów z ekspertami.

## Negatywne skutki nadużyć
Nadużycia w badaniach szkodzą nauce, ale ich konsekwencje rozciągają się również na społeczeństwo i dotyczą następujących obszarów:
- Szkody dla jednostek i społeczeństwa spowodowane wprowadzeniem niebezpiecznego produktu lub procesu (np. leku lub terapii).
- Bezpośrednie szkody dla samej nauki, poprzez tworzenie fałszywych wątków badawczych dla innych naukowców i zmuszanie innych do marnowania czasu, wysiłku i pieniędzy na powielanie fałszywych wyników.
- Degradacja relacji między naukowcami, między starszymi naukowcami a studentami oraz między naukowcami a administracją.
- Szkody dla nauki poprzez podważenie zaufania społeczeństwa do nauki oraz zdolności rządu do wspierania i promowania badań w kompetentny i odpowiedzialny sposób.